# 오틸리아 옝제이차크
오틸리아 옝제이차크(폴란드어: Otylia Jędrzejczak, 폴란드어 발음: [ɔˈtɨlja jɛndˈʐɛjtʂak] ( 듣기), 1983년 2월 29일~)는 폴란드의 전직 수영 선수로 주 종목은 접영과 자유형이다. 특히 200m 접영 에서 세계적인 선수로 활약했으며, 올림픽에 4번 참가하여 2004년 하계 올림픽 200m 접영  금메달을 획득했으며, 200m 접영  세계 기록을 3번 갱신했다. 이 외에 2004년 올림픽에서 은메달 2개를 획득하였고, 세계 수영 선수권 대회에서 금메달 2개를 획득하였다.

## 경력
실롱스크주 루다실롱스카에서 태어난 옝제이차크는 척추측만증을 고치기 위해 6세 때 수영을 시작하였다. 처음에 운동을 싫어하다가, 8세 때 독일에서 열린 유소년 수영 대회에서 우승한 후 수영을 좋아하게 되었다.
이후 바르샤바 체육 학교에서 수학하면서 전문 수영인으로 활동하기 시작했고 고등학생 때인 1999년에 러시아 모스크바에서 열린 1999년 유럽 주니어 선수권 대회에서 100m와 200m 접영 부문 금메달을 획득하며 국제 대회 첫 우승을 차지했다. 같은 해 튀르키예의 이스탄불에서 열린 1999년 유럽 선수권 대회 200m 접영  종목에서 덴마크의 메테 야콥센과 스페인의 마리아 펠라에스의 뒤를 이어 동메달을 획득하면서 첫 성인 국제 대회 메달을 획득하였다. 이듬해인 2000년에 핀란드 헬싱키에서 열린 2000년 유럽 선수권 대회에 참가하였으며, 200m 접영 에서 덴마크의 야콥센과 스페인의 미레이아 가르시아를 누르고 자신의 첫 유럽 선수권 대회 금메달을 획득했다. 100m 접영 에서도 슬로바키아의 마르티나 모라우초바의 뒤를 이어 은메달을 획득했다.
유럽 선수권 대회에서의 성과로 올림픽 출전권을 획득한 옝제이차크는 오스트레일리아 시드니에서 열린 2000년 하계 올림픽을 통해 처음으로 올림픽에 출전하게 되었다. 옝제이차크는 200m 접영 에서 5위, 100m 접영 에서 9위를 하며 첫 올림픽을 마쳤다. 2002년 8월에는 독일 베를린에서 열린 2002년 유럽 선수권 대회에 참가했으며, 이 대회에서 200m 접영  예선에서 2분 05.78초의 기록으로 기존의 수지 오닐이 가지고 있던 세계 기록을 갱신했다. 200m 접영  결승에서는 헝가리의 리스토브 에버와 독일의 아니카 멜호른를 제치고 금메달울 획득했으며 100m 접영 에서는 모라우초바의 뒤를 이어 은메달을 획득하였다.
2004년 그리스 아테네에서 열린 2004년 하계 올림픽에서 200m 접영  금메달과 400m 자유형, 100m 접영 은메달을 획득하였다. 올림픽에서의 공로로 그 해에 폴란드 재건국 훈장 기사십자장을 받았다. 4년 후 중화인민공화국 베이징에서 열린 2008년 하계 올림픽에서 200m 접영  2연속 우승을 노렸으나 4위에 그쳤다.  2012년 하계 올림픽에서 100m-200m 접영 에 출전 자격을 얻었으나, 100m 예선에서 59.31초의 기록으로 경기를 끝내며 준결승전에 진출하지 못하였다.

## 기록

### 세계 선수권 대회
- 2001년 - 100m 접영  은메달
- 2003년 - 200m 접영  금메달, 100m 접영  은메달
- 2005년 - 200m 접영  금메달, 100m 접영  동메달
- 2007년 - 400m 자유형 은메달, 200m 접영  동메달

## 수상
- 폴란드 올해의 스포츠 선수(2004, 2005, 2006)

### 수훈
- 기사십자 폴란드 재건국 훈장(2004년)